# Siphonaria compressa
Siphonaria compressa е вид коремоного от семейство Siphonariidae. Видът е критично застрашен от изчезване.

## Разпространение
Разпространен е в Южна Африка.